# Steifblättrige Wasserähre
Die Steifblättrige Wasserähre (Aponogeton rigidifolius) ist eine amphibisch lebende Pflanze aus der Familie der Wasserährengewächse.

## Beschreibung
Diese mehrjährige krautige Pflanze bildet ein Rhizom aus. Die Blätter sind bandförmig, am Rand gewellt und wachsen aus einer Rosette heraus. Die Blattoberfläche ist dunkelgrün. Ihre Wuchshöhe beträgt 30 bis 60 Zentimeter.
Die Chromosomenzahl beträgt 2n = 48.

## Vorkommen
Die Pflanze hat ihr natürliches Verbreitungsgebiet im südwestlichen Sri Lanka.

## Verwendung in der Aquaristik
Wie eine ganze Reihe der Wasserähren wird auch diese Pflanzenart im Fachhandel zur Bepflanzung von Aquarien angeboten. Diese Wasserährenart gehört jedoch bereits zu den anspruchsvollen Aquarienpflanzen. Sie benötigt anders als viele andere Wasserährenarten jedoch keine Ruhezeit. Der Lichtbedarf der Pflanze ist mittel bis hoch. Sie benötigt Wassertemperaturen zwischen 23 und 26 Grad Celsius und ist auf eine Kohlenstoffdioxid-Düngung bis zu 20 Milligramm je Liter angewiesen. Sie eignet sich, wie auch die sterile Kreuzung Aponogeton crispus x rigidifolius, im Aquarium für die Bepflanzung des Hintergrunds und der Mittelzone und kann auch als Solitärpflanze verwendet werden. Aufgrund der Größe sollte das Aquarium, in dem sie gepflegt wird, mindestens 200 Liter Wasser fassen.